# Asamoah Gyan
Asamoah Gyan (Accra, 22 november 1985) is een Ghanees betaald voetballer die bij voorkeur als spits speelt. In 2003 debuteerde hij in het Ghanees nationaal elftal, waarvoor hij meer dan honderd interlands speelde.

## WK 2006
Op het WK 2006 zat Gyan bij de Ghanese selectie. Hij was basisspeler en speelde de eerste twee groepsduels en de achtste finale. Het derde en laatste groepsduel miste Gyan doordat hij in de twee voorgaande wedstrijden twee keer een gele kaart kreeg en automatisch voor een wedstrijd was geschorst.

## WK 2010
Ook op het WK 2010 behoorde Gyan tot de Ghanese selectie. In de eerste groepwedstrijd tegen Servië benutte hij een strafschop waardoor Ghana met 1-0 won. In de tweede groepswedstrijd benutte hij weer een strafschop tegen Australië en werd het 1-1. Op 26 juni scoorde Gyan de 2-1 voor Ghana in de achtste finale tegen de Verenigde Staten. Dit was tevens de eindstand. Hierdoor ging Ghana als enige Afrikaanse land door naar de kwartfinales. In die kwartfinale kreeg Ghana bij een stand van 1-1 in de blessuretijd van de tweede verlenging een strafschop, omdat Luis Suárez een aantal seconden voor het einde de bal met zijn hand van de doellijn sloeg. Gyan kon Ghana naar de halve finale schieten, maar schoot tegen de lat, waarna Ghana de wedstrijd verloor na een strafschoppenserie.
| WK-statistieken       | Club    | Positie   | W |   |   | D | A |   |   |   |
| --------------------- | ------- | --------- | - | - | - | - | - | - | - | - |
| WK voetbal 2006 Ghana | Udinese | aanvaller | 3 | 0 | 2 | 1 | 1 | 4 | 1 | 0 |

| WK-statistieken       | Club         | Positie   | W |   |   | D | A |   |   |   |
| --------------------- | ------------ | --------- | - | - | - | - | - | - | - | - |
| WK voetbal 2010 Ghana | Stade Rennes | aanvaller | 4 | 0 | 1 | 3 | 0 | 0 | 0 | 0 |

## Clubstatistieken
| seizoen | club                  | land                                  | competitie         | duels | goals |
| ------- | --------------------- | ------------------------------------- | ------------------ | ----- | ----- |
| 2003    | Liberty Professionals | Vlag van Ghana                        | Premier League     | ?     | ?     |
| 2003/04 | Udinese               | Vlag van Italië                       | Serie A            | 1     | 1     |
| 2004/05 | → Modena              | Vlag van Italië                       | Serie B            | 28    | 14    |
| 2005/06 | → Modena              | Vlag van Italië                       | Serie B            | 25    | 14    |
| 2006/07 | Udinese Calcio        | Vlag van Italië                       | Serie A            | 25    | 13    |
| 2007/08 | Udinese Calcio        | Vlag van Italië                       | Serie A            | 13    | 8     |
| 2008/09 | Stade Rennais         | Vlag van Frankrijk                    | Ligue 1            | 23    | 16    |
| 2009/10 | Stade Rennais         | Vlag van Frankrijk                    | Ligue 1            | 29    | 14    |
| 2010/11 | Sunderland AFC        | Vlag van Engeland                     | Premier League     | 31    | 10    |
| 2011/12 | Sunderland AFC        | Vlag van Engeland                     | Premier League     | 3     | 0     |
| 2011/12 | Al Ain FC             | Vlag van Verenigde Arabische Emiraten | Liga VAE           | 18    | 22    |
| 2012/13 | Al Ain FC             | Vlag van Verenigde Arabische Emiraten | Liga VAE           | 22    | 31    |
| 2013/14 | Al Ain FC             | Vlag van Verenigde Arabische Emiraten | Liga VAE           | 26    | 29    |
| 2014/15 | Al Ain FC             | Vlag van Verenigde Arabische Emiraten | Liga VAE           | 18    | 13    |
| 2015/16 | Shanghai SIPG         | Vlag van China                        | China Super League | 20    | 7     |
| 2016/17 | → Al-Ahli Club        | Vlag van Verenigde Arabische Emiraten | Liga VAE           | 14    | 6     |
| 2017/18 | Kayserispor           | Vlag van Turkije                      | Süper Lig          | 12    | 1     |
| totaal: | totaal:               | totaal:                               | totaal:            | 307   | 199   |

## Muziek
Asamoah Gyan heeft in 2010 1 single uitgebracht genaamd 'African Girls' samen met een Ghanese rapper/zanger Castro.
In begin 2011 is zijn nieuwste single 'Do the dance' uitgekomen samen met diezelfde 'Castro'.
De artiestennaam van Gyan luidt Baby Jet. Die naam kreeg hij tijdens het WK 2006 omdat hij jong en snel was.